# 新都市主義

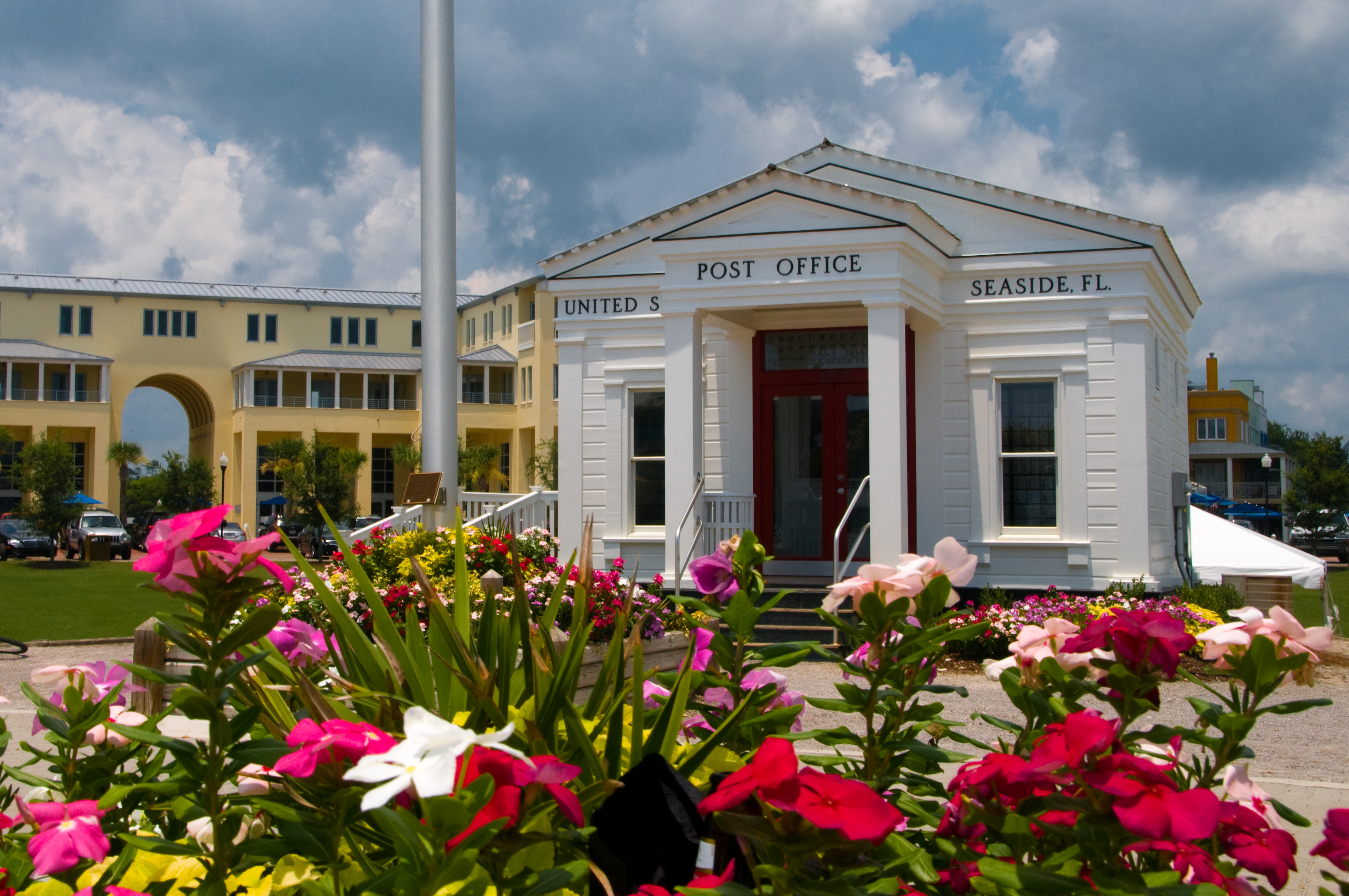
佛羅里達的希賽德市

新都市主義（英語：New urbanism）是一種城市設計的理念，該理念希望建設可以容納各種不同住房和工作崗位的步行社區，並改善環境。新都市主義起源於20世紀80年代初的美國，並逐漸影響了地產開發、城市規劃和市政土地利用戰略的許多方面。
新都市主義強烈地受到二戰前的主流城市設計實踐影響，當時城市設計並不以汽車為主體。它包含十個基本原則，如傳統鄰里社區設計（traditional neighborhood design, TND）和公共交通導向型開發（Transit Oriented Development, TOD）。這些理念都可以歸結為兩個概念：建立社區意識和生態實踐的發展。
新都市主義主要推廣機構為成立於1993年的新都市主義協會（The Congress for the New Urbanism, CNU）。該協會編有《新都市主義憲章》（Charter of the New Urbanism）。

## 背景與歷史
在1950年代之前，城市通常在可從市中心步行到的範圍內發展，而且商店比鄰住家。隨著大眾運輸系統的演進，城市的範圍逐漸沿著系統線路向外延伸，發展出了有軌電車郊區等市郊社區。然而在汽車普及以後，城市的設計發展開始專注於滿足汽車的需求。以美國而言，因為道路不斷地向郊外延伸，使得都市的發展也向郊區蔓延，低密度單戶獨立式的街區無序地擴張。且因為都市計畫法規的制定與實施，分隔了住宅區與工商業發展區域，上班路途的遙遠和經濟活動的物理隔閡使得民眾不得不依賴小汽車，這更讓汽車的地位變得不可或缺，甚至產生了大眾運輸虧損、交通壅擠、侵蝕開放空間、汙染空氣等都市發展的問題。
在1960年代简·雅各布斯、文森特·史考利等人開始探討都市過度現代化所產生的問題，简·雅各布斯在1961年於專書《美国大城市的死与生》中提到，「步行」是人們最常使用的方式，應該注重土地的混合使用和人行步道的舒適性與安全性。同時，法國建築師索瓦·斯波里也提出了「軟建築」的概念，並應用於法國的格里莫港，取得了相當的成功。
上述學者在1960年代各自提出了他們的理念後，新都市主義的概念在1970年代逐漸成型，其中包括萊昂·克里爾提出的「歐洲」城市重建的城市願景和理論模型，以及克里斯托佛·亞歷山大的模式語言理論。「新都市主義」一詞在1980年代中期出現。但直到1990年代初期「新都市主義」才獲當作普遍的學術名詞使用。
1991年，加州沙加緬度的一個非營利公民團體，地方政府委員會，邀請彼得·卡尔索普、安德鲁·杜安尼等建築師制定一套社區規劃的原則，因為會議舉行地點位於阿赫瓦尼酒店，因此這套原則也稱為「阿赫瓦尼原則」。彼得·卡尔索普、安德鲁·杜安尼、伊丽莎白·普雷特-兹伯格、伊麗莎白·穆勒（Elizabeth Moule）等建築師在1993年於芝加哥成立了新都市主義協會，希望能突破二戰以來都市無止境擴展的囹圄，創造多樣化、人性化、緊湊、混合的鄰里社區，1996年的CNU第四次大會中提出了《新都市主義憲章》。
2009年CNU創始人其中的伊麗莎白·穆勒、漢克·迪特馬爾（Hank Dittmar）和Stefanos Polyzoides提出了「可持續的建築和城市計劃」解釋新都市主義和可持續發展的關係。

## 概念
新都市主義希望能夠回復傳統的都市型態，並設想了一個以鐵路車站為中心沿周圍向外發展出商業區與住宅區的都市模型。為了解決過度依賴小汽車的問題，都市構造以鐵路或公車等大眾運輸作為基礎。在美國的波特蘭市等地，實施了包含「以鐵路車站為中心泊車轉乘」在內的許多計劃。
新都市主義者希望能改善與土地使用相關的各種方面，不僅影響各行政區的都市計劃，更能滲透到街區層級的都市計劃或設計。透過都市開發、都市再開發或是都市再生等方法，冀望縮短都市內商業區與住宅區的距離到人們可方便到達的程度。並且注重自行車與大眾運輸的發展。

## 相近的名詞與概念
有許多的專有名詞或概念與新都市主義相近或與之重複。新傳統發展（Neotraditional Development）、傳統鄰里社區設計或新傳統設計（Neotraditional neighborhood design）的概念通常和新都市主義有關，這三種設計手法指的是以傳統建築風格與都市風貌建造完整的新城鎮或新社區，而不是規模較小的填入式發展或再開發。
而在美國發展新都市主義的同時，歐洲地區提倡的緊湊都市其概念也與新都市主義類似。傳統都市主義（Traditional Urbanism）這個術語也被反感「新」這個字的學者用來描述新都市主義的概念。也有學者認為應使用人行都市主義（Walkable Urbanism）這個詞彙來取代新都市主義。空間工作者（Placemaking）則用來泛指研究新都市主義的群體。公共交通导向型开发（Transit-Oriented Development）有時也認為由新都市主義提議者彼得·卡尔索普所提出。

## 批評
美國的一名記者亞歷克斯·馬歇爾在1996年於大都會雜誌發表的一篇文章中譴責新都市主義是「一場大騙局」，他認為新都市主義本質上是一個營銷計劃，以重新包裝傳統郊區蔓延背後的懷舊概念和空洞口號。反對新都市主義的人認為，透過混合社區內居民的收入來解決都市問題的方法缺乏統計證據。雖然有些研究指出混合社區內的收入發展可以解決貧困的問題，但也有部分研究不認同這樣的觀點。
不同於上述的意見，有些人反對新都市主義的原因是因為新都市主義不夠激進，無法促進步行、自行車或大眾運輸的發展。他們認為應該完全禁止汽車進入社區內，米高·亞瑟提出新徒步主義（New Pedestrianism），通過發展行人專用道路來進一步提升行人的地位。史蒂芬·米莉亞（Steve Melia）則提出了街區滲透率的概念，限制汽車的方便性，並且提升行人和自行車路網的連通性，讓行人和自行車比汽車更具有時間和便利優勢，且保持了囊底路提升社區治安的能力。

## 延伸阅读
- Bohl, Charles C. "New Urbanism in the City: Potential Applications and Implications for Distressed Inner-City Neighborhoods." Housing Policy Debate 11.4 (2000): 761–801. (https://web.archive.org/web/20160611102029/http://www.botsfor.no/publikasjoner/litteratur/new%20urbanism/new%20urbanism%20and%20the%20city%20by%20charles%20bohl.pdf)
- Brooke, Steven (1995). Seaside. Gretna, La.: Pelican Publishing Company. ISBN 0-88289-997-X

- Calthorpe, Peter (1993). The Next American Metropolis: Ecology, Community, and the American Dream. New York: Princeton Architectural Press. ISBN 1-878271-68-7
- Calthorpe, Peter and William Fulton (2001). The Regional City: Planning for the End of Sprawl. Washington, DC: Island Press. ISBN 1-55963-784-6
- Congress for the New Urbanism. Leccese, Michael; McCormick, Kathleen , 编. . McGraw-Hill Professional. 1999. ISBN 978-0-07-135553-7.
- Duany, Andres; Plater-Zyberk, Elizabeth; Alminana, Robert. . New York: Rizzoli Publications. 2003. ISBN 978-0-8478-2186-0.
- Duany, Andres; Plater-Zyberk, Elizabeth; Speck, Jeff. . North Point Press. 2000. ISBN 978-0-86547-557-1.
- Dutton, John A. (2001). New American Urbanism: Re-forming the Suburban Metropolis. Milano: Skira editore. ISBN 88-8118-741-8
- El Nasser, Haya. . USA Today. November 14, 2005  [2019-12-15]. （原始内容存档于2009-07-03）.
- Gallini, Jared. 2010. "Demographics and Their Relationship to the Characteristics of New Urbanism: A Preliminary Study" . Applied Research Projects, Texas State University-San Marcos. Paper 340.http://ecommons.txstate.edu/arp/340
- Jacobs, Jane (1992). The Death and Life of Great American Cities. New York: Vintage Books. ISBN 0-679-74195-X. Originally published: New York: Random House, (1961).
- Katz, Peter (1994). The New Urbanism: Toward an Architecture of Community. New York: McGraw-Hill. ISBN 0-07-033889-2
- Kunstler, James Howard (1994). Geography Of Nowhere: The Rise And Decline of America's Man-Made Landscape. New York: Simon & Schuster. ISBN 0-671-88825-0
- The New American Landscape: A New Urbanist's Perspective on Sildeshare （页面存档备份，存于）
- Talen, Emily. . New York: Routledge. 2005. ISBN 978-0-415-70133-4.
- Tagliaventi, Gabriele. . Florence: Alinea. 2002. ISBN 978-88-8125-602-0.
- Steuteville, Robert (编). . Ithaca: New Urban News. 2009. ISBN 978-0-9745021-6-8.
- Waugh, David. 2004 Buying New Urbanism: A Study of New Urban Characteristics that Residents Value. Applied Research Project. Texas State University. http://ecommons.txstate.edu/arp/22/ （页面存档备份，存于）

## 外部連結
- Congress for the New Urbanism
- Australian Council for New Urbanism
- Council for European Urbanism （页面存档备份，存于）
- NewUrbanism.org （页面存档备份，存于）
- Transit Oriented Development Institute （页面存档备份，存于）
- The Next Generation of New Urbanists （页面存档备份，存于）
- A Vision of Europe （页面存档备份，存于）
- Sustainable Urban Development Resource Guide （页面存档备份，存于）
- Polis: Building Really Compact （页面存档备份，存于）